# Ken Boothe

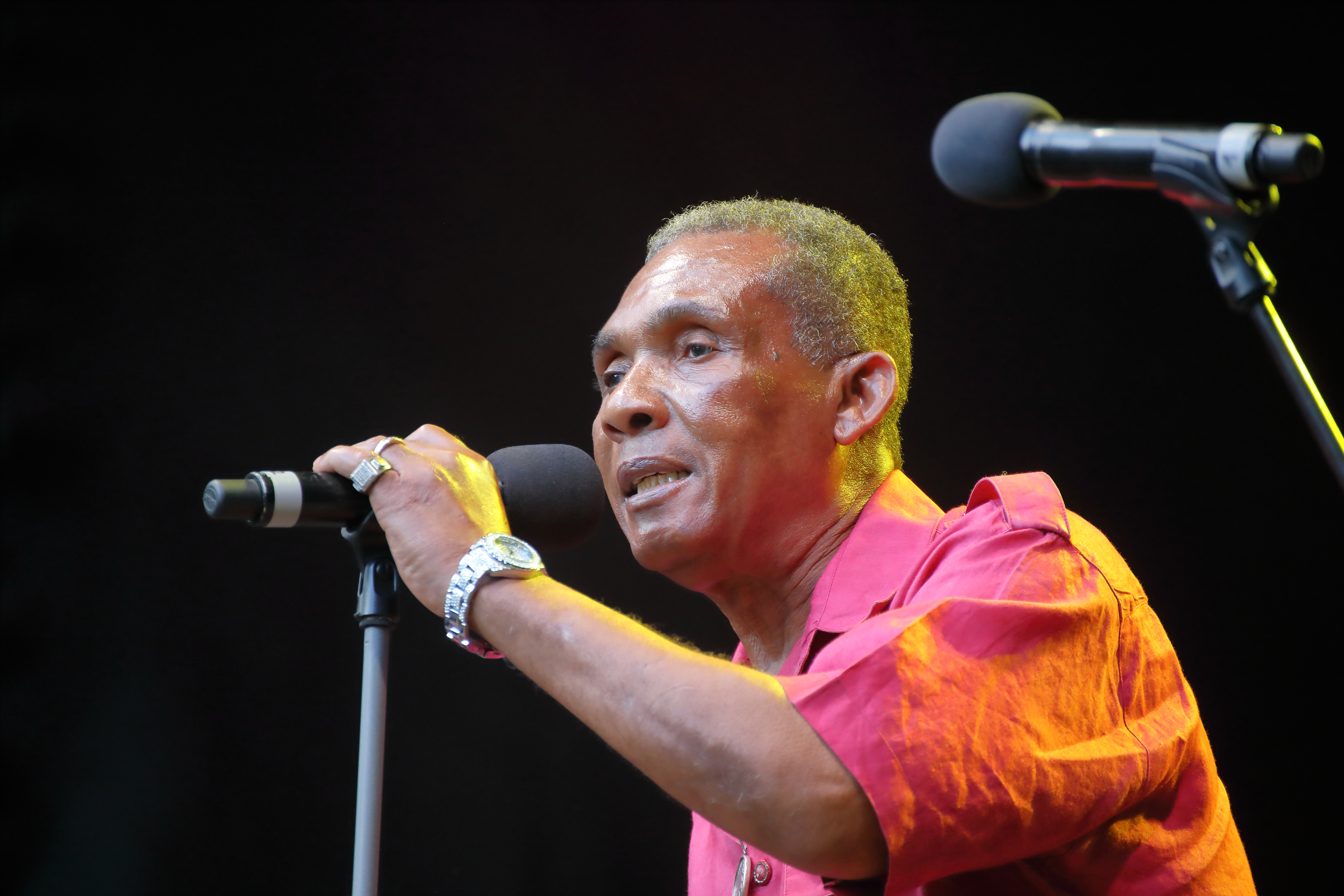
Mit Inna De Yard auf dem Rudolstadt-Festival 2019

Kenneth George Boothe, OD, (* 25. März 1946 in Kingston) ist ein jamaikanischer Sänger des Ska, Reggae und Lovers Rock.

## Werdegang
Die Karriere von Ken Boothe begann mit dem karibischen Musikproduzenten Coxsone Dodd, mit dessen Hilfe er im Jahr 1967 eine Coverversion des Songs Puppet on a String, im Original von Sandie Shaw, aufnahm. Im selben Jahr tourten er und Alton Ellis mit der Band The Soul Vendors erfolgreich durch das Vereinigte Königreich.
Nachdem er sich von Coxsone trennte, arbeitete er mit den Produzenten Leslie Kong und Keith Hudson zusammen. Er gründete die Band Conscious Minds zusammen mit dem Musiker B. B. Seaton und wurde in den 1970er Jahren aufgrund seiner Erfolge als „Mr. Rocksteady“ bekannt. Sein erster großer Erfolg war die Single Everything I Own von 1974. Mit der Single, die in Zusammenarbeit mit dem Produzenten Lloyd Charmers entstand, war er drei Wochen lang Platz 1 der britischen Charts. Der von David Gates geschriebene Song wurde durch Ken Boothe in getragenem Reggae-Rhythmus interpretiert, was nicht nur in der Karibik, sondern auch im Vereinigten Königreich gut ankam. Das Original der Soft-Rockband Bread erreichte in Großbritannien nur die Chartposition 32 und in den USA Platz 5. Im selben Jahr hatte Ken Boothe zudem mit Crying Over You einen weiteren Hit in Großbritannien auf Platz 11.
In neuerer Zeit arbeitete Boothe mit Bunny Lee, Phil Pratt, King Jammy, Pete Weston, Jack Ruby, Hugh „Red Man“ James, Castro Brown und Tappa Zukie zusammen. Zudem tat er sich im Jahr 1995 mit dem Reggae-Pop-Musiker Shaggy zusammen, mit dem er sein altes Musikstück The Train Is Coming neu aufnahm, das auf dem Soundtrack des Films Money Train erschien. Im Jahr 2001 erschien auf dem Plattenlabel Trojan Records die Doppel-CD Crying Over You, die die besten Aufnahmen von Ken Boothe enthält.

## Ehrungen
Die Punkband The Clash verewigte Ken Boothe 1978 in ihrem Song White Man in Hammersmith Palais mit der Zeile: „Ken Boothe for UK pop reggae with backing bands sound systems.“ Darüber hinaus werden seine jamaikanischen Kollegen Dillinger, Leroy Smart und Delroy Wilson positiv erwähnt.
Boothe wurde 2003 von der jamaikanischen Regierung für seinen Beitrag zur jamaikanischen Musik mit dem Order of Distinction, einem Ehrenorden, ausgezeichnet.

## Diskografie

### Alben
- 1967: Mr. Rock Steady (Studio One/Island)
- 1969: More of Ken Boothe (Studio One)
- 1970: Freedom Street (Beverley’s)
- 1971: The Great Ken Boothe Meets B.B. Seaton & the Gaylads
- 1972: Boothe Unlimited (Federal)
- 1974: Black, Gold & Green (Trojan)
- 1974: Let’s Get It On (Trojan)
- 1974: Everything I Own (Trojan)
- 1976: Blood Brothers (LTD)
- 1978: Showcase (Sonic Sounds)
- 1978: Got to Get Away Showcase
- 1979: Reggae for Lovers
- 1979: Who Gets Your Love?
- 1979: Memories (Jamaika: I’m Just a Man)
- 1986: Imagine
- 1987: 2 of a Kind (mit Tyrone Taylor)
- 1989: Don’t You Know
- 1989: Call Me
- 1990: Talk to Me
- 1993: Power of Love
- 1997: Say You
- 1999: A Man and His Hits
- 2005: Live in Paris

### Kompilationen
- 1978: Live Good
- 1987: The Ken Boothe Collection (Eighteen Classic Songs)
- 1994: The Best of & the Rest Of
- 1995: The Ken Boothe Collection
- 1995: Rock on Love
- 1997: Everything I Own
- 2001: Crying Over You – Anthology 1963–1978
- 2003: Everything I Own – The Best of Ken Boothe
- 2004: Ain’t That Loving You
- 2006: You’re No Good
- 2006: An Introduction to Ken Boothe
- 2007: Everything I Own: The Definitive Collection